# Amt Barnim-Oderbruch
Amt Barnim-Oderbruch – Amt w Niemczech, leżący w kraju związkowym Brandenburgia, w powiecie Märkisch-Oderland. Siedziba urzędu znajduje się w mieście Wriezen.

## Podział administracyjny
W skład urzędu wchodzi sześć gmin:
- Bliesdorf
- Neulewin
- Neutrebbin
- Oderaue
- Prötzel
- Reichenow-Möglin